# あけぼのばし自立研修センター事件
あけぼのばし自立研修センター事件（あけぼのばしじりつけんしゅうせんたーじけん）は、クリアアンサー株式会社（2019年破産）が運営していた「あけぼのばし自立研修センター」で発生した一連の事件である。

## クリアアンサー株式会社
クリアアンサー株式会社は、青少年の自立支援サービスを行っていた会社である。2009年7月に設立され、東京都新宿区で「あけぼのばし自立研修センター」を運営していた。主な事業内容は、引きこもり状態にある人への自立サポートであった。
2019年11月頃から、支援サービスの内容が劣悪であるなどの問題が表面化した。施設では人権侵害が噂されており、複数の入所者が脱走していた。2018年2月には入所者の男性（19歳）が研修所近辺の通り沿いで自殺した。2019年12月時点でクリアアンサーは4件の民事訴訟、リアライズ株式会社（「東京自立研修センター」を運営する子会社）は1件の民事訴訟を起こされていた。リアライズは東京都新宿区住吉町や商店街にある使用施設や職員が共通していたことから、実質的な営業窓口会社として機能していたと見られている。
2019年11月に「いわれのない誹謗中傷や誤った情報が報道されている。研修生の安全を守れない」などとして閉鎖を通告し、子会社のリアライズ株式会社と共に東京地方裁判所に破産を申し立てた。11月下旬にはあけぼのばし自立研修センターが閉鎖に向けて準備を開始し、東京でも両センター職員らがカーパーツ販売事業等で知られる関連会社への異動や退職をしていた。2019年12月23日にクリアアンサーは破産手続きを開始した。
2020年6月15日に弁護士の宇都宮健児・林治・倉重都がリアライズ元代表者ら関係者9名に対し、被害者を自宅から連れ出して拉致した際に行った暴行罪と逮捕・監禁致傷罪、その後に引き続き被害者を地下室に9日間閉じ込めた監禁罪で牛込警察署に告訴状を提出し、受理された。これと結託し、医療保護入院と偽って被害者を身体拘束して強制入院させ続けた精神病院の医師2名と看護師2名も逮捕・監禁罪で告訴した。

## 引きこもり男性死亡事件
2017年1月18日にA（男・46歳・引きこもり）があけぼのばし自立研修センターの職員により自宅から連れ出され、自立支援施設に入所後の2年後の2019年4月25日に熊本県球磨郡あさぎり町の研修先の1人暮らしのアパートにて餓死状態で発見された事件が発生した。遺族はクリアアンサーと株式会社常笑（「曙橋自立研修センター くまもと湯前研修所」をクリアアンサーと共同運営していた業者）を提訴した。

### 施設入所まで
A（男・46歳）は母親（77歳）と2人暮らしであり、Aの幼少期は内気で誰に対しても優しかったといい、高校卒業後に海上自衛隊に入隊し、カヌー競技や釣りが好きで、休日には遠方への外出もしていた。3年間の勤務後に退職して企業に就職したが、上司が変わったことが原因で人間関係が上手くいかなくなり、1997年に会社を退職。会社での上司が原因で人間が嫌いになり、26歳より20年間自宅に引きこもっていた。Aは買い物などの外出はできなかったが、自宅では家族との会話があり、洗濯物を取り込んで畳むなどの家事などは積極的に手伝ったり、食事が好きで家族と一緒に食事をしていた。
母親は医師や保健所に相談したが解決せず、2016年にAの父が病死したことがきっかけで、親の死後の息子を心配した母親がインターネットで見つけた業者「あけぼのばし自立研修センター」に依頼し、担当者に「ひきこもりが長期・高齢化するほど解決が難しくなる」と迫られたことで契約した。半年間の費用が918万円とかなり高額であり、そのために自宅を売却し、業者に支払った金額は最終的に1300万円になった。2017年1月18日に職員5人が来宅し、母親は職員の訪問を事前に男性に知らせることを強く禁じられていた。また、母親がガードマンの同伴を拒否したのに対して業者はそれに応じず、通常職員3名とガードマン2名を訪問させた。職員5名はAを取り囲み、高圧的に施設に入るようにAに迫り、Aは大声で泣き出した。A母親が居間で待っている間、Aの前後を挟むようにして職員が部屋から出てきたが、Aは「ワーッ」と大声で泣いていたといい、その姿が母親が最後に確認した生前のAの姿だったという。母親はAと連絡を取らないように業者から指示されていた。

### 熊本への移送後と業者の悪質な対応
Aは1年7ヶ月後の2018年8月末に自立支援施設を出所後「クリアアンサー株式会社」が「株式会社常笑」と共同運営していた「曙橋自立研修センター くまもと湯前研修所研修センター」（熊本県湯前町）に移されることになり、母親は半年間約386万円の追加契約を行った。2回の契約で合計1304万円となり、分割で支払った。自宅が売れないうちは業者から「支払わなければ息子さんをまた家に返しますよ」と電話が掛かってきて、自宅が売れるまでは借金で費用を賄った。業者の支援は壮絶に杜撰な物であり、業者からは月毎に報告書が送られたが内容不十分であり、実際にはAが東京の施設入所中に入院や手術をしており、母親には後から知らされた。契約延長後は業者から報告者すら届かなくなり、担当者 Bに訪ねても返事がもらえなかったという。Aの熊本行は急なことであり、母親は空港へも見送りに行くことができなかったという。
熊本移住後のAは「くまもと湯前研修所研修センター」の管理下にて、熊本の介護施設にて勤務し、職場での評判はとても良く、入所者や職員から慕われていたというが、その後に職場を退職し、再びひきこもり状態に戻って孤立したまま深刻な困窮状態に陥り、2019年4月25日にあさぎり町の研修先の1人暮らしのアパートにて餓死しているのが発見された。遺体はひどく痩せ細っていたという。介護施設の職員はAを気にかけ、Aを復職させるためにAのアパートを訪問していたという。死亡状況は、アパートの部屋の冷蔵庫は空で、業者に事情を尋ねても要領を得ず、金銭や衣服などの遺品も戻らなかったという。Aの熊本への移動後、業者からは表面的な説明しかされず、Aのアパート暮らしが関連業者「株式会社常笑」代表者名義での一人暮らしだったことや、勤務していた介護施設など母親は全く知らず、Aの死後に全て知らされた。Aの死後、母親に業者の担当者 Bから「○○くん（Aの名前）、死にました」というような杜撰な言い方で突然の電話があり、Aが遺体で発見されて家族が駆けつけた際、業者の担当者 Bは「フォローを続けるなら追加費用が必要だった」と言い放ったという。Aの通夜の日に業者の担当者 Bがやってきて、茶封筒に入れたわずか2ヶ月分の不完全な報告書を手渡していったという。
2021年1月1日に遺族は関与した引き出し屋である施設を運営していた業者2社「クリアアンサー株式会社」「株式会社常笑」らを相手取り、約5000万円の損害賠償を求めて東京地裁に提訴した。

### 判決
東京地裁、高裁、最高裁ともにAの遺族の敗訴。地裁判決は、被告側が履行すべき債務はAの自立を目指した指導、支援であり「自活能力を得る結果が求められているとは解されない」などと判断。Aの状況についても「身体的にも精神的にも健康不安はなく、生活の基盤を確保し、収入を得て自活することができ（中略）継続的な支援が必要であったとみることは困難」とした。

## 精神障害のない男性が精神科病院に医療保護入院させられた事件
判決文や原告側弁護団によると、B（当時30代の男性）は2018年5月、自立支援施設「あけぼのばし自立研修センター」（新宿区）の職員らによって、自宅から施設に連れて行かれた。
その後、足立区の精神科病院（成仁病院）に連れて行かれ、ベッドに拘束されたり、オムツをはかせられるなど、3日間の身体拘束を含め、50日間にわたって入院させられたという。
Bは2019年11月、精神科病院の医師ら4人を刑事告訴したうえで、病院側に550万円の損害賠償を求める訴訟を起こした。
東京地裁は2022年3月、無理やり施設へ連れて行き、部屋に閉じ込めたことが不法行為にあたるとして、施設を運営していたクリアアンサーには計110万円を支払う責任があると認めた（判決確定）。
東京地裁は2022年11月、「原告は精神障害を有していたとは認められない」とし、Bに対する医療保護入院は違法と認定し、病院側に308万円の支払いを命じる判決を言い渡した。判決は電子カルテの記録などをもとに、医療保護入院の要否を判断できる精神保健指定医ではない医師が入院のための診察をしており、違法だと認定した。病院側は「指定医が別の医師のIDでカルテに記録した」と主張したが、判決はこれを認めなかった。
病院側は控訴したが、2023年9月、東京高裁は、入院を違法とした一審判決を支持し、病院側に308万円の支払いを命じた。

## 引きこもり女性の連れ出しが違法と認められた事件
ひきこもり状態にあったC（当時37歳の女性）は2017年10月3日、母親が320万円で契約したクリアアンサーから、意に反して自宅の部屋から連れ出され、3日間にわたって施設に監禁されたと主張し、2019年8月2日に慰謝料など550万円をもとめ提訴した。
2022年1月、東京地裁は、Cが自らの意思で施設から外出することが著しく難しい状態にあったと評価するのが相当とした。また、業者が施設に入所させ、外出を困難にさせたことは、女性の意に反するもので不法行為にあたると判断した。
東京地裁は「羽交い締めにされた」というCの主張通りの強制的な連行を認定しなかったが、それでも、少なくとも7時間の説得にあったことなどから、Cは施設に向かう以外の選択肢がなく、やむなく部屋着で裸足のまま業者に同行したとして、「入所に真摯な承諾」がなかったとした。
東京地裁は「あけぼのばし自立研修センター」（新宿区）を運営するクリアアンサー社など2社（破産）と、無断で契約した女性の母親に対して、慰謝料など55万円の損害賠償を認めた。
Cの代理人の望月宣武弁護士によれば、引き出し業者をめぐる事件で、連れ出しが不法行為として認定されたこと、母親の「共謀」が認められたのは初めてのケースだという。